# 吉爾吉斯共和國國家奧林匹克委員會
吉爾吉斯共和國國家奧林匹克委員會是吉爾吉斯的國家奧林匹克委員會。該組織成立於1991年，是國際奧委會和亞洲奧林匹克理事會的成員。1994年，該國首次派員參加在挪威利勒哈默爾舉行的冬季奧運會。
現時，吉爾吉斯共和國國家奧林匹克委員會的總部設在該國首都比什凱克，主席是Murat Saralinov。

## 資料來源
1. ↑  .   [2014-02-05]. （原始内容存档于2011-10-04）.